# 경기도북부경찰청
경기도북부경찰청(京畿道北部警察廳, Gyeonggi Bukbu Provincial Police Agency)은 경기북부 지역의 치안 업무를 수행하는 기관이다. 청장으로는 치안감(2급상당)이 임명된다.

## 기본 정보
- 주소: 경기도 의정부시 금오로23번길 22-49

## 연혁
- 2008년 10월 15일: 경기도지방경찰청 4부를 분리해 경기도지방경찰청 제2청을 신설, 경기북부 지역 관할
- 2012년 10월 25일: 의정부시 금오동 신청사로 청사 이전
- 2016년 3월 25일: 경기도북부지방경찰청으로 승격 및 경기도지방경찰청(현 경기도남부경찰청)에서 분국
- 2021년 1월 2일: 자치경찰제 도입에 따라 경기도북부경찰청으로 변경

## 소속 경찰서
- 고양시
  - 고양경찰서
  - 일산동부경찰서
  - 일산서부경찰서
- 남양주시
  - 남양주남부경찰서
  - 남양주북부경찰서
- 파주경찰서
- 의정부경찰서
- 동두천경찰서
- 양주경찰서
- 구리경찰서
- 연천경찰서
- 포천경찰서
- 가평경찰서